# Michael Rostovtzeff
Mikhaïl Ivànovitx Rostóvtsev (en rus Михаи́л Ива́нович Росто́вцев) (Jitòmir, Ucraïna, 29 d'octubre de 1870 - New Haven, Estats Units, 20 d'octubre de 1952) va ser un historiador ucraïnès naturalitzat estatunidenc, considerat una de les majors autoritats del segle xx pel que fa a l'antiga Grècia, Pèrsia i Roma. Des que es va nacionalitzar als Estats Units, va ser conegut amb el nom de Michael Rostovtzeff.

## Biografia
Va ser el primer historiador a examinar les economies antigues en termes de capitalisme i revolucions. Social and Economic History of the Roman Empire (1926) i A Social and Economic History of the Hellenistic World (1941) van ser els seus treballs pioners, en què va transferir l'atenció dels historiadors sobre els esdeveniments militars i polítics cap als problemes socioeconòmics, que havien estat amagats a primera vista.
Després de completar els seus estudis a les universitats de Kíev i Sant Petersburg, Rostóvtsev va exercir d'assistent i posteriorment de professor a la Universitat Estatal de Sant Petersburg. El 1918, emigrà als Estats Units, on va acceptar la càtedra a la Universitat de Wisconsin-Madison, abans de traslladar-se a la Universitat Yale el 1925. Va supervisar les activitats arqueològiques d'aquesta institució, especialment les excavacions a Dura Europos, descrites a Dura-Europos and Its Art (1938), la seua obra més destacada.
Mentre treballava a Rússia, va ser reconegut com una autoritat en la història antiga del sud de Rússia i d'Ucraïna, tot condensant els seus coneixements en les obres Iranians and Greeks in South Russia (1922) i Skythien und der Bosporus (1925).